# آدوا
آدوا (به زبان تیگرینیا: ዓድዋ) یک منطقهٔ مسکونی در اتیوپی است که در مهاکلگنا واقع شده‌است. آدوا ۴۰٬۵۰۰ نفر جمعیت دارد و ۱٬۹۰۷ متر بالاتر از سطح دریا واقع شده‌است. شهرت این شهر بیشتر به دلیل نبرد آدوا است که در سال ۱۸۹۶ با ایتالیایی‌ها روی داد. آنها در این جنگ پیروز شدند و نخستین ملت آفریقایی بودند که در برابر استعمار اروپاییان ایستاده بودند و موفق شده بودند.